# Бишево (Урмарский район)
Би́шево (чув. Энтриэль) — деревня в  Урмарском муниципальном округе Чувашской Республики.

## География
Расположен в северо-восточной части региона, в пределах Чувашского плато, у региональной автодороги 97К-002 «Аниш».
высота центра селения над уровнем моря — 171 м.
На 2021 год в Бишево 14 улиц

### Климат
В деревне, как и во всём районе, климат умеренно континентальный с продолжительной холодной зимой и довольно тёплым сухим летом. Средняя температура января −13 °C; средняя температура июля 18,7 °C. За год выпадает в среднем 400 мм осадков, преимущественно в тёплый период. Территория относится к I агроклиматическому району Чувашии и характеризуется высокой теплообеспеченностью вегетационного периода: сумма температур выше +10˚С составляет здесь 2100—2200˚.

## История
С 2004 по 2022 г.– адм. центр  Бишевского сельского поселения Урмарского района.
В рамках реформы местного самоуправления к 1 января 2023 года поселения района были упразднены, а  НП объединены в единый  муниципальный округ.

## Население
| 2010 | 2012 | 2015 |
| ---- | ---- | ---- |
| 348  | ↗457 | ↘314 |

### Национальный и гендерный состав
Согласно результатам переписи 2002 года, в национальной структуре населения чуваши составляли 97% из  452 чел., из них мужчин 221, женщин 231.

## Инфраструктура
В селе находятся Бишевская основная общеобразовательная школа (ШКОЛА НА ДАННЫЙ МОМЕНТ ЗАКРЫТА, ДЕЙСТВУЕТ ДЕТСКИЙ САДИК), Николо-Покровская православная церковь, администрация Бишевского сельского поселения, фельдшерско-акушерский пункт.

## Достопримечательности
Памятник односельчанам, павшим на войне 1941—1945 гг., скульптура «Памятник Большевикам»

## Транспорт
По окраине деревни проходит автомобильная дорога общего пользования регионального значения 97К-002 «Аниш» (идентификационный номер 97 ОП РЗ 97К-002)